# Bergholtz
Bergholtz é uma comuna francesa na região administrativa de Grande Leste, no departamento Alto Reno. Estende-se por uma área de 4,24 km². Em 2010 a comuna tinha 1 124 habitantes (densidade: 265,1 hab./km²).